# Laurence Trochu
Pour les articles homonymes, voir Trochu.
 (mars 2024).
Laurence Trochu, née le 4 juillet 1973 à Nantes (Loire-Atlantique), est une femme politique française de droite puis d'extrême droite.
Professeur de philosophie en lycée, elle est élue conseillère municipale de Guyancourt (Yvelines) en 2014 puis conseillère départementale dans le canton de Montigny-le-Bretonneux (Yvelines) l'année suivante.
En 2016, elle est nommée porte-parole de François Fillon lors de la primaire de la droite pour la présidentielle de 2017, chargée de la thématique « famille et valeurs », puis membre du bureau politique des Républicains en 2018.
À partir de 2018, elle préside une formation politique proche de la droite parlementaire, le Mouvement conservateur.
Soutien d'Éric Zemmour à l'élection présidentielle de 2022, elle est membre du comité politique de Reconquête. Lors des élections législatives qui suivent, elle participe à une coalition rassemblant le CNIP et Via, sous l'égide de Reconquête. En juin et octobre 2022, elle est candidate successivement dans la première et deuxième circonscriptions des Yvelines, mais n'atteint pas le second tour.
À la suite des élections européennes de 2024 en France, elle est élue députée européenne au sein de la liste Reconquête, parti dont elle est ensuite écartée avec quatre des cinq élus, ayant appelé à l'union des droites en vue des élections législatives anticipées. Peu après, elle laisse sa place de présidente du Mouvement conservateur à Marion Maréchal, qui renomme le parti en « Identité-Libertés ».

## Situation personnelle

### Origines et enfance
Fille unique, elle grandit dans un village de 600 habitants, où son père est secrétaire de mairie. Elle déclare sur cette période : « J'ai vécu dans ce monde politique, non pas du côté de celui qui prend les décisions mais du côté de celui qui exécute et qui met en œuvre. J'ai grandi dans le débat d'idées, dans une famille assez hétéroclite, avec des oncles et tantes qui n'avaient pas forcément les mêmes choix et les mêmes parcours. J'ai reçu une éducation loin de tous préjugés, tout était sur la table, il y avait une grande liberté d'expression et d'interrogation ».

### Études et carrière
Après l'obtention de son baccalauréat, elle s'oriente vers des études de philosophie et justifie sur ce choix ainsi : « J'éprouvais une grande curiosité pour les philosophes grecs, j'étais très intéressée par l'opposition entre Héraclite, pour qui tout est en mouvement, et Parménide, à la recherche de la stabilité et des causes premières. J'ai fait mon mémoire de maîtrise sur Parménide. Ce sont deux manières de voir le monde qui structurent encore aujourd'hui les positionnements des uns et des autres ».
Une fois diplômée (licence de Philosophie), elle enseigne la matière dans des lycées généraux et techniques. À 30 ans, elle décide de reprendre ses études et approfondit ses connaissances via la philosophie politique, époque où elle réalise un mémoire sur Alexis de Tocqueville intitulé « La morale face à l'individualisme démocratique ».

### Vie privée
Laurence Trochu est catholique pratiquante. Elle est mariée et mère de six enfants,.

## Parcours politique

### Débuts sans étiquette puis à LR
Membre d'aucun parti politique, elle s'engage en 2014, à l'âge de 40 ans, dans la campagne des municipales de Guyancourt (Yvelines) où elle est élue conseillère municipale dans l'opposition sous la tête de liste de Ladislas Skura (DVD). L'année suivante, elle remporte l'élection départementale sous l'étiquette UMP en binôme avec Michel Laugier (UDI) dans le canton de Montigny-le-Bretonneux (Île-de-France). De ce fait, elle se voit confier une délégation dans les hôpitaux et siège à la commission des Affaires familiales et sociales et de l'Emploi.
Elle s'engage pour François Fillon dans le cadre de la primaire de la droite et du centre de 2016, en tant que porte-parole sur les thématiques liées à la famille et à la société.
Fin janvier 2018, elle est désignée membre du bureau politique des Républicains.

### Présidente du Mouvement conservateur
Le 9 avril 2018, Laurence Trochu est nommée présidente du mouvement politique conservateur appelé Sens Commun — renommé Mouvement conservateur en 2020 —, émanation de La Manif pour tous au sein du parti Les Républicains et succède à Madeleine de Jessey,. Elle entend dès lors « enraciner le mouvement dans la durée et porter une droite de conviction au sein des Républicains » et appelle dans le même temps LR « à faire preuve de cohérence et de constance dans leurs prises de positions ». À propos du Front national, Laurence Trochu affirme à l'AFP qu'elle ne « définit pas le FN comme une famille politique qui leur est proche » et que son parti « a choisi et assume de travailler au sein de LR ».
En novembre 2018, elle organise à Asnières-sur-Seine (Hauts-de-Seine), avec Sens Commun, « La droite que nous voulons est conservatrice », une journée de tables rondes faisant se rencontrer des intellectuels, essayistes, responsables politiques, sur une approche conservatrice de l'engagement, autour du manifeste du conservatisme,. Une deuxième journée se tient dans la même ville en septembre 2021, attirant 800 personnes et où de nombreuses personnalités politiques sont présentes, dont Éric Zemmour,,.

### Soutien d'Éric Zemmour et candidate Reconquête

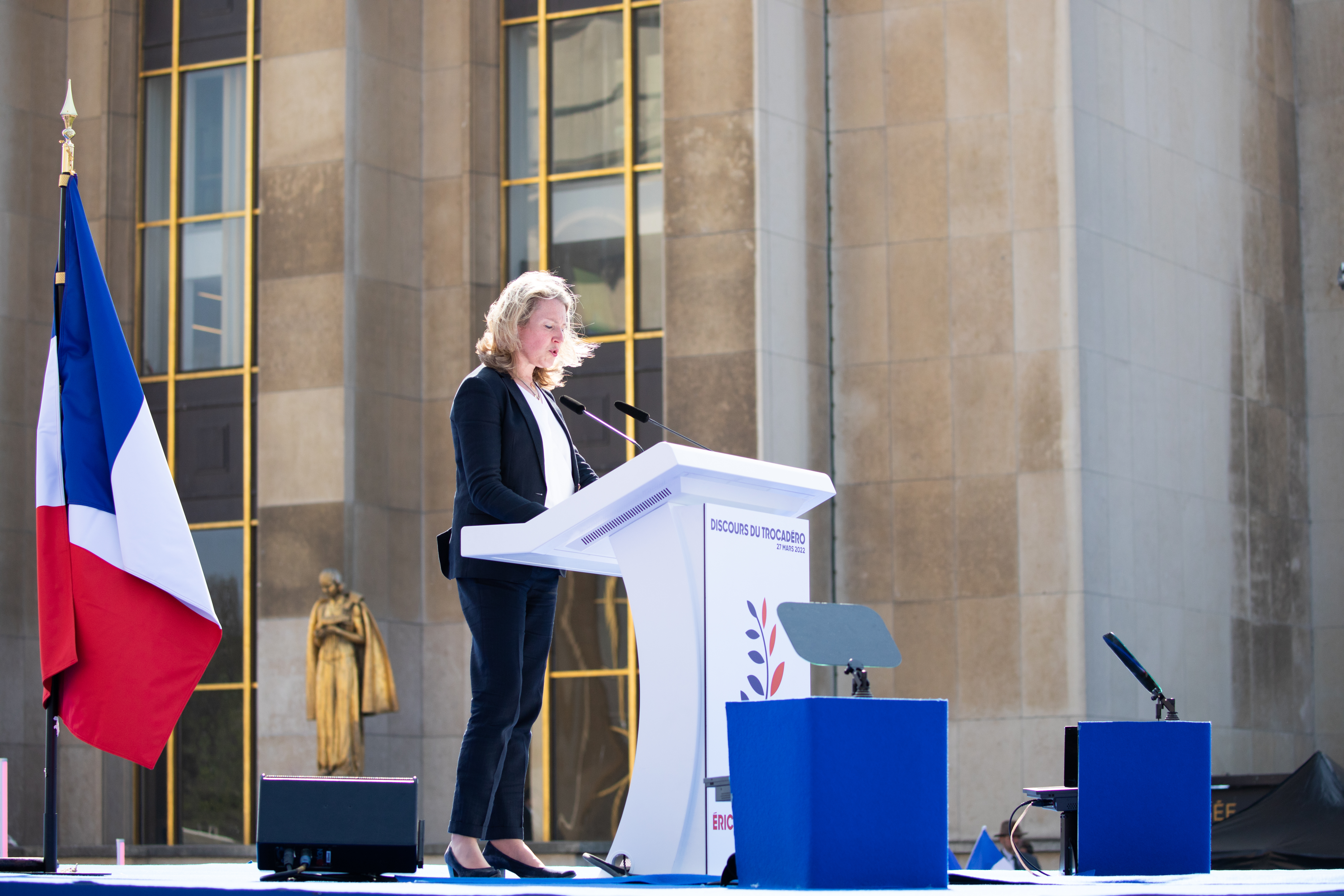
Laurence Trochu prononçant un discours lors du meeting d'Éric Zemmour, au Trocadéro, en mars 2022.

Le 4 décembre 2021, à la suite de la défaite d'Éric Ciotti et l'investiture de Valérie Pécresse au Congrès des Républicains pour l'élection présidentielle de 2022, le Mouvement conservateur, jusqu'alors affilié à LR, se rallie à la candidature d'Éric Zemmour.
Le lendemain, lors du lancement de la campagne à l'occasion du meeting de Villepinte, Laurence Trochu prononce un discours en préambule du candidat du nouveau parti Reconquête. Elle est membre du comité politique de Reconquête mis en place en avril 2022,, mais cette instance est supprimée en septembre 2022.
Lors des élections législatives de juin 2022, elle se présente dans la première circonscription des Yvelines sous l'étiquette Reconquête. Elle est éliminée au premier tour en terminant en quatrième position avec 12,47 % des suffrages exprimés. Elle est une nouvelle fois candidate dans la deuxième circonscription des Yvelines, cette fois à la faveur d'une élection législative partielle en octobre 2022, comme candidate de Reconquête et avec le soutien de Marion Maréchal . Elle obtient 11,06 % et finit en quatrième position, améliorant le résultat de son parti de trois points mais échouant une nouvelle fois à être qualifiée au second tour.
Lors des élections européennes de 2024 en France, elle est candidate en cinquième position sur la liste du parti d’extrême droite Reconquête !, menée par Marion Maréchal.
La liste ayant obtenu 5,47% des voix à ces élections et donc 5 élus, elle devient députée européenne. Trois jours après les européennes de 2024 et en préparation des élections législatives de 2024, les trois vice-présidents du parti (Marion Maréchal, Guillaume Peltier, Nicolas Bay), ainsi que Laurence Trochu, représentant quatre des cinq nouveaux eurodéputés du parti Reconquète, appellent à « soutenir, partout en France, les candidats uniques de la coalition des droites » avec l’alliance électorale entre le RN et Éric Ciotti, en opposition avec la ligne portée par Éric Zemmour,. Ce dernier évoque de leur part une trahison et annonce leur exclusion de Reconquête.

### Députée européenne
Laurence Trochu, Marion Maréchal, Guillaume Peltier et Nicolas Bay siègent au sein du groupe Conservateurs et réformistes européens (CRE) avec en particulier les représentants de Frères d'Italie, parti de Giorgia Meloni ; ce groupe est la quatrième force politique au Parlement européen,.
En octobre 2024, Laurence Trochu laisse sa place de présidente du Mouvement conservateur à Marion Maréchal. Celle-ci décide de changer le nom du parti pour créer Identité-Libertés, qui est installé dans les locaux du Mouvement conservateur, au 75 rue de Lourmel (15e arrondissement de Paris), et qui reprend le logo du mouvement, un coq,.

## Prises de position
Elle défend l'idée d'une « Europe des nations » qui doit « respecter la subsidiarité propre à chaque pays ».